# Fase Final Excepcional de la Liga ACB 2019-20
La Fase Final Excepcional de la Liga ACB 2019-20 fue el torneo excepcional para definir el campeón de la Liga ACB 2019-20 debido a la pandemia de enfermedad por coronavirus de 2020 en España, que causó la suspensión del formato programado hasta la jornada 23.

## Formato
Los 12 primeros clasificados tras la jornada 23 de la Liga Regular se medirán en una sede única para disputar el título de la Liga Endesa. Los 12 conjuntos se agruparán en dos grupos de seis equipos, distribuidos en función de su clasificación en la Liga Regular siguiendo el criterio de distribución equivalente al formato de Playoff. Todos los equipos disputarán cinco encuentros, uno contra cada rival de su grupo.
Los dos primeros clasificados de cada grupo se enfrentarán en semifinales, y los vencedores disputarán la final, en ambos casos a partido único.
En total se disputarán 33 partidos en un plazo de dos semanas.
El 27 de mayo la ACB anunció que la fase final se disputaría en Valencia entre los días 17 y 30 de junio de 2020.

### Normativa de desempates
- Si son dos los equipos empatados, se tendrá en cuenta el resultado del partido que les haya enfrentado, clasificando en primer lugar al vencedor del mismo.[5]
- Si los equipos empatados a victorias son más de dos, se establecerá la clasificación teniendo en cuenta el siguiente criterio:
  1. En primer lugar, las victorias obtenidas en los partidos jugados solamente entre ellos. De subsistir la igualdad entre algunos o todos, para determinar la clasificación de los equipos que permanezcan empatados se procederá de nuevo a la suma de victorias en los partidos jugados solamente entre ellos, repitiendo el mismo procedimiento siempre que no quede totalmente resuelto el empate.
  2. Cuando tras la aplicación del procedimiento expresado en el párrafo anterior no sea posible resolver el empate por contar todos los equipos empatados con el mismo número de victorias en los partidos disputados entre ellos, la clasificación de los equipos que continúen empatados se determinará por la diferencia de tantos a favor y en contra en los partidos disputados solamente entre ellos. De no resolverse totalmente el empate, la clasificación de los que continúen empatados se resolverá por el mayor número de tantos a favor en los partidos disputados entre ellos.
  3. De no resolverse totalmente el empate por los procedimientos anteriores se aplicará a los equipos que continúen empatados y hasta la resolución del empate, en primer lugar la diferencia de tantos, en segundo lugar el número de tantos anotados, y si fuera necesario la suma de cocientes, teniendo en cuenta todos los partidos disputados en su grupo.
  4. Si en el transcurso de la aplicación de cualquiera de los criterios previstos en los dos párrafos anteriores el desempate se resolviera parcialmente, de forma que una parte de los equipos implicados generen un nuevo empate, para la resolución de esto se aplicará nuevamente el mismo procedimiento desde el inicio, aplicando siempre en primer lugar el mayor número de victorias en los partidos disputados únicamente entre ellos.
  5. Siempre que se hace referencia al mayor cociente de tantos a favor y en contra se entenderá con una precisión de hasta las cien milésimas.
  6. Si uno de los equipos fuera sancionado con la pérdida de un partido por resolución del Comité de Competición, ese equipo ocupará la última posición de todos los equipos empatados con él, independientemente de los resultados que hubiera obtenido con éstos.

## Sede
El 27 de mayo de 2020, ACB seleccionó y anunció Valencia para albergar los playoffs excepcionales en las dos últimas semanas de junio. Los partidos se jugarán en La Fonteta y los equipos entrenarán en L'Alqueria del Basket que tiene 9 pistas cubiertas, 4 pistas exteriores y 15.000 metros cuadrados.
| Valencia                    |
| --------------------------- |
| Pabellón Fuente de San Luis |
|                             |

### Arbitraje
Los árbitros se concentraron el día 11 de junio. Los participantes en esta Fase final se listan a continuación:
- Antonio Conde Ruiz
- Arnau Padrós Feliu
- Carlos Cortés Rey
- Carlos Peruga Embid
- Daniel Hierrezuelo Navas
- Emilio Pérez Pizarro
- Fernando Calatrava Cuevas
- Javier Torres Sánchez
- Joaquín García González
- Jordi Aliaga Solé
- José Antonio Martín Bertrán
- José Ramón García Ortiz
- Juan Carlos García González
- Juan de Dios Oyón Cauqui
- Luis Miguel Castillo Larroca
- Miguel Ángel Pérez Pérez
- Òscar Perea Lorente
- Rafael Serrano Velázquez
- Sergio Manuel Rodríguez

## Fase de grupos

### Grupo A
| Pos. | Equipo                | PJ | G | P | PF  | PC  | DP  | Clasificación o descenso     |       | BAR   | KBA   | UNI   | TEN   | JOV   | RBB   |
| ---- | --------------------- | -- | - | - | --- | --- | --- | ---------------------------- | ----- | ----- | ----- | ----- | ----- | ----- | ----- |
| 1    | Barça                 | 5  | 4 | 1 | 432 | 400 | +32 | Clasifican a las semifinales |       | —     | 81–75 | –     | 86–87 | 96–92 | –     |
| 2    | Kirolbet Baskonia     | 5  | 3 | 2 | 402 | 379 | +23 | Clasifican a las semifinales |       | –     | —     | 87–86 | 79–72 | –     | –     |
| 3    | Unicaja Málaga        | 5  | 3 | 2 | 418 | 395 | +23 |                              |       | 73–84 | –     | —     | –     | –     | 78–65 |
| 4    | Iberostar Tenerife    | 5  | 2 | 3 | 381 | 406 | −25 |                              | –     | –     | 70–83 | —     | 82–80 | 70–78 |       |
| 5    | Joventut Badalona     | 5  | 2 | 3 | 423 | 429 | −6  |                              | –     | 76–74 | 89–98 | –     | —     | –     |       |
| 6    | RETAbet Bilbao Basket | 5  | 1 | 4 | 359 | 406 | −47 |                              | 73–85 | 64–87 | –     | –     | 79–86 | —     |       |

 Fuente: ACB.com

#### Jornada 1
| 17 de junio de 2020, 15:30 (CET) | Barça                                                                                     | 96–92                    | Club Joventut Badalona                                                                               | Valencia |  |
|                                  | Parciales: 21–17, 23–13, 30–27, 22–35                                                     |                          | | |  |
|                                  | Estadísticas Nikola Mirotić 16 Víctor Claver, Ante Tomić 6 Ádám Hanga 8 Nikola Mirotić 21 | Reporte Pts Reb Asts Val | Estadísticas 21 Conor Morgan 8 Alen Omić 4 Nenad Dimitrijević, Alen Omić, Artūrs Žagars 21 Alen Omić | Pabellón: La Fonteta Asistencia: 0 espectadores Árbitros: Antonio Conde Ruiz, Jordi Aliaga Solé, Sergio Manuel Rodríguez |  |

| 17 de junio de 2020, 18:30 (CET) | Iberostar Tenerife                                                                         | 70–83                    | Unicaja                                                                                          | Valencia |  |
|                                  | Parciales: 15–20, 17–23, 22–19, 16–21                                                      |                          |                                                                                                  | |  |
|                                  | Estadísticas Sasu Salin 15 Dani Díez 11 Marcelinho Huertas 9 Dani Díez, Georgios Bogris 18 | Reporte Pts Reb Asts Val | Estadísticas 17 Adam Waczyński 5 Volodymyr Gerun 10 Gal Mekel 16 Adam Waczyński, Volodymyr Gerun | Pabellón: La Fonteta Asistencia: 0 espectadores Árbitros: Carlos Francisco Peruga Embid, Fernando Calatrava Cuevas, Juan de Dios Oyón Cauqui |  |

| 17 de junio de 2020, 21:30 (CET) | RETAbet Bilbao Basket                                                                                    | 64–87                    | Kirolbet Baskonia                                                                | Valencia |  |
|                                  | Parciales: 23–23, 14–21, 13–28, 14–15                                                                    |                          |                                                                                  | |  |
|                                  | Estadísticas Jonathan Rousselle 12 Ondřej Balvín 10 Thomas Schreiner 6 Rafael Martínez, Ondřej Balvín 12 | Reporte Pts Reb Asts Val | Estadísticas 20 Luca Vildoza 9 Tornike Shengelia 6 Pierriá Henry 30 Luca Vildoza | Pabellón: La Fonteta Asistencia: 0 espectadores Árbitros: Daniel Hierrezuelo Navas, Carlos Cortés Rey, Rafael Serrano Velázquez |  |

#### Jornada 2
| 19 de junio de 2020, 15:30 (CET) | RETAbet Bilbao Basket | 79–86                    | Club Joventut Badalona                                                               | Valencia |  |
|                                  | Parciales: 22–23, 23–20, 11–7, 17–23 (T.E.: 6 – 13)                                                                                    |                          |                                                                                      | |  |
|                                  | Estadísticas Jonathan Rousselle 18 Iván Cruz-Uceda, Ondřej Balvín 7 Rousselle, Schreiner, Lammers 4 Jonathan Rousselle, Ben Lammers 16 | Reporte Pts Reb Asts Val | Estadísticas 21 Klemen Prepelič 12 Alen Omić 7 Nenad Dimitrijević 25 Klemen Prepelič | Pabellón: La Fonteta Asistencia: 0 espectadores Árbitros: Miguel Ángel Pérez Pérez, Luis Miguel Castillo Larroca, José Ramón García Ortiz |  |

| 19 de junio de 2020, 18:30 (CET) | Unicaja                                                                      | 73–84                    | Barça                                                                      | Valencia |  |
|                                  | Parciales: 20–14, 21–24, 15–23, 17–23                                        |                          |                                                                            | |  |
|                                  | Estadísticas Adam Waczyński 13 Carlos Suárez 9 Gal Mekel 5 Adam Waczyński 18 | Reporte Pts Reb Asts Val | Estadísticas 19 Nikola Mirotić 7 Ante Tomić 6 Thomas Heurtel 25 Ante Tomić | Pabellón: La Fonteta Asistencia: 0 espectadores Árbitros: Juan Carlos García González, Òscar Perea Lorente, Javier Torres Sánchez |  |

| 19 de junio de 2020, 21:30 (CET) | Kirolbet Baskonia                                                                              | 79–72                    | Iberostar Tenerife                                                                               | Valencia |  |
|                                  | Parciales: 22–15, 22–18, 21–21, 14–18                                                          |                          |                                                                                                  | |  |
|                                  | Estadísticas Tornike Shengelia 21 Tornike Shengelia 6 Tornike Shengelia 7 Tornike Shengelia 34 | Reporte Pts Reb Asts Val | Estadísticas 18 Giorgi Shermadini 11 Giorgi Shermadini 7 Marcelinho Huertas 23 Giorgi Shermadini | Pabellón: La Fonteta Asistencia: 0 espectadores Árbitros: José Antonio Martín Bertrán, Antonio Rafael Conde Ruiz, Arnau Padrós Feliu |  |

#### Jornada 3
| 21 de junio de 2020, 15:30 (CET) | Iberostar Tenerife                                                              | 70–78                    | RETAbet Bilbao Basket                                                                                            | Valencia |  |
|                                  | Parciales: 15–20, 17–13, 20–28, 18–17                                           |                          | | |  |
|                                  | Estadísticas Nick Zeisloft 22 Dani Díez 5 Marcelinho Huertas 5 Nick Zeisloft 17 | Reporte Pts Reb Asts Val | Estadísticas 13 Jonathan Rousselle, Rafael Martínez 10 Emir Sulejmanović 5 Jonathan Rousselle 19 Rafael Martínez | Pabellón: La Fonteta Asistencia: 0 espectadores Árbitros: Juan Carlos García González, Jordi Aliaga Solé, Joaquín García González |  |

| 21 de junio de 2020, 18:30 (CET) | Club Joventut Badalona                                                                                    | 89–98                    | Unicaja                                                                           | Valencia |  |
|                                  | Parciales: 20–13, 16–26, 20–22, 33–37                                                                     |                          |                                                                                   | |  |
|                                  | Estadísticas Klemen Prepelič 26 Xabier López-Arostegui, Alen Omić 8 cuatro jugadores 3 Klemen Prepelič 23 | Reporte Pts Reb Asts Val | Estadísticas 28 Axel Bouteille 7 Carlos Suárez 4 Rubén Guerrero 29 Axel Bouteille | Pabellón: La Fonteta Asistencia: 0 espectadores Árbitros: Daniel Hierrezuelo Navas, Carlos Cortés Rey, Juan de Dios Oyón Cauqui |  |

| 21 de junio de 2020, 21:30 (CET) | Barça                                                                      | 81–75                    | Kirolbet Baskonia                                                                               | Valencia |  |
|                                  | Parciales: 20–11, 22–28, 13–17, 26–19                                      |                          |                                                                                                 | |  |
|                                  | Estadísticas Ádám Hanga 15 Nikola Mirotić 8 Ádám Hanga 7 Nikola Mirotić 22 | Reporte Pts Reb Asts Val | Estadísticas 26 Shavon Shields 8 Micheal Eric 4 Pierriá Henry, Jayson Granger 22 Shavon Shields | Pabellón: La Fonteta Asistencia: 0 espectadores Árbitros: Carlos Peruga Embid, Emilio Pérez Pizarro, Sergio Manuel Rodríguez |  |

#### Jornada 4
| 23 de junio de 2020, 15:30 (CET) | Kirolbet Baskonia                                                                                   | 87–86                    | Unicaja                                                                                               | Valencia |  |
|                                  | Parciales: 19–19, 25–14, 10–23, 22–20 (T.E.: 11–10)                                                 |                          | | |  |
|                                  | Estadísticas Pierriá Henry 14 Luca Vildoza, Achille Polonara 7 Tornike Shengelia 7 Pierriá Henry 21 | Reporte Pts Reb Asts Val | Estadísticas 17 Alberto Díaz, Gal Mekel 9 Deon Thompson 3 Josh Adams 18 Deon Thompson, Axel Bouteille | Pabellón: La Fonteta Asistencia: 0 espectadores Árbitros: Carlos Peruga Embid, Antonio Rafael Conde Ruiz, Carlos Cortés Rey |  |

| 23 de junio de 2020, 18:30 (CET) | RETAbet Bilbao Basket                                                                                        | 73–85                    | Barça                                                                        | Valencia |  |
|                                  | Parciales: 15–19, 17–15, 23–27, 17–24                                                                        |                          |                                                                              | |  |
|                                  | Estadísticas Jonathan Rousselle, Emir Sulejmanović 11 Iván Cruz-Uceda 9 Quentin Serron 6 Sergio Rodríguez 14 | Reporte Pts Reb Asts Val | Estadísticas 23 Pierre Oriola 9 Pierre Oriola 12 Ádám Hanga 29 Pierre Oriola | Pabellón: La Fonteta Asistencia: 0 espectadores Árbitros: Fernando Calatrava Cuevas, Luis Miguel Castillo Larroca, José Ramón García Ortiz |  |

| 23 de junio de 2020, 21:30 (CET) | Iberostar Tenerife                                                                  | 82–80                    | Club Joventut Badalona                                                        | Valencia |  |
|                                  | Parciales: 18–12, 11–23, 26–15, 27–30                                               |                          |                                                                               | |  |
|                                  | Estadísticas Gabriel Lundberg 20 Georgios Bogris 9 Álex López 8 Gabriel Lundberg 22 | Reporte Pts Reb Asts Val | Estadísticas 18 Klemen Prepelič 9 Alen Omić 5 Klemen Prepelič 16 Conor Morgan | Pabellón: La Fonteta Asistencia: 0 espectadores Árbitros: Emilio Pérez Pizarro, Rafael Serrano Velázquez, Joaquín García González |  |

#### Jornada 5
| 25 de junio de 2020, 15:30 (CET) | Club Joventut Badalona                                                       | 76–74                    | Kirolbet Baskonia                                                                        | Valencia |  |
|                                  | Parciales: 16–13, 23–17, 15–21, 22–23                                        |                          |                                                                                          | |  |
|                                  | Estadísticas Kerem Kanter 18 Kerem Kanter 7 Albert Ventura 3 Kerem Kanter 20 | Reporte Pts Reb Asts Val | Estadísticas 18 Achille Polonara 7 Achille Polonara 3 tres jugadores 21 Achille Polonara | Pabellón: La Fonteta Asistencia: 0 espectadores Árbitros: Miguel Ángel Pérez Pérez, Juan de Dios Oyón Cauqui, José Ramón García Ortiz |  |

| 25 de junio de 2020, 18:30 (CET) | Unicaja                                                                  | 78–65                    | RETAbet Bilbao Basket                                                                     | Valencia |  |
|                                  | Parciales: 20–13, 22–26, 19–9, 17–17                                     |                          |                                                                                           | |  |
|                                  | Estadísticas Josh Adams 19 tres jugadores 6 Alberto Díaz 8 Josh Adams 17 | Reporte Pts Reb Asts Val | Estadísticas 14 Jonathan Rousselle 11 Ondřej Balvín 7 Jonathan Rousselle 26 Ondřej Balvín | Pabellón: La Fonteta Asistencia: 0 espectadores Árbitros: José Antonio Martín Bertrán, Rafael Serrano Velázquez, Arnau Padrós Feliu |  |

| 25 de junio de 2020, 21:30 (CET) | Barça                                                                                          | 86–87                    | Iberostar Tenerife                                                              | Valencia |  |
|                                  | Parciales: 17–25, 20–22, 24–14, 25–26                                                          |                          |                                                                                 | |  |
|                                  | Estadísticas Brandon Davies 20 Brandon Davies 11 Pau Ribas, Thomas Heurtel 4 Brandon Davies 24 | Reporte Pts Reb Asts Val | Estadísticas 18 Lahaou Konaté 6 Fran Guerra 6 Gabriel Lundberg 27 Lahaou Konaté | Pabellón: La Fonteta Asistencia: 0 espectadores Árbitros: Emilio Pérez Pizarro, Luis Miguel Castillo Larroca, Javier Torres Sánchez |  |

### Grupo B
| Pos. | Equipo                 | PJ | G | P | PF  | PC  | DP  | Clasificación o descenso     |       | VAL   | SPA   | RMB    | GCA    | AND   | ZAR   |
| ---- | ---------------------- | -- | - | - | --- | --- | --- | ---------------------------- | ----- | ----- | ----- | ------ | ------ | ----- | ----- |
| 1    | Valencia Basket (H)    | 5  | 4 | 1 | 460 | 411 | +49 | Clasifican a las semifinales |       | —     | 94–90 | –      | –      | –     | 89–71 |
| 2    | San Pablo Burgos       | 5  | 3 | 2 | 444 | 440 | +4  | Clasifican a las semifinales |       | –     | —     | 87–83  | –      | 88–86 | –     |
| 3    | Real Madrid            | 5  | 3 | 2 | 441 | 429 | +12 |                              |       | 95–90 | –     | —      | 91–73  | –     | 97–88 |
| 4    | Herbalife Gran Canaria | 5  | 2 | 3 | 425 | 448 | −23 |                              | 81–97 | 91–87 | –     | —      | –      | –     |       |
| 5    | MoraBanc Andorra       | 5  | 2 | 3 | 452 | 450 | +2  |                              | 74–90 | –     | 91–75 | 88–104 | —      | –     |       |
| 6    | Casademont Zaragoza    | 5  | 1 | 4 | 423 | 467 | −44 |                              | –     | 86–92 | –     | 85–76  | 93–113 | —     |       |

 Fuente: ACB.com

#### Jornada 1
| 18 de junio de 2020, 15:30 (CET) | MoraBanc Andorra                                                                  | 74–90                    | Valencia Basket                                                             | Valencia |  |
|                                  | Parciales: 14–22, 27–28, 19–17, 14–23                                             |                          |                                                                             | |  |
|                                  | Estadísticas David Jelínek 11 Dejan Todorović 7 Clevin Hannah 6 Jeremy Senglin 12 | Reporte Pts Reb Asts Val | Estadísticas 17 Alberto Abalde 13 Mike Tobey 7 Sam Van Rossom 27 Mike Tobey | Pabellón: La Fonteta Asistencia: 0 espectadores Árbitros: Miguel Ángel Pérez Pérez, Luis Miguel Castillo Larroca, Javier Torres Sánchez |  |

| 18 de junio de 2020, 18:30 (CET) | Real Madrid                                                                                  | 91–73                    | Herbalife Gran Canaria                                                     | Valencia |  |
|                                  | Parciales: 37–16, 21–32, 11–14, 22–11                                                        |                          |                                                                            | |  |
|                                  | Estadísticas Jaycee Carroll, Sergio Llull 19 Trey Thompkins 8 Gabriel Deck 4 Sergio Llull 20 | Reporte Pts Reb Asts Val | Estadísticas 26 Matt Costello 8 Matt Costello 4 Omar Cook 28 Matt Costello | Pabellón: La Fonteta Asistencia: 0 espectadores Árbitros: José Antonio Martín Bertrán, Juan Carlos García González, Joaquín García González |  |

| 18 de junio de 2020, 21:30 (CET) | Casademont Zaragoza                                                                               | 86–92                    | San Pablo Burgos                                                                                  | Valencia |  |
|                                  | Parciales: 21–26, 18–21, 24–22, 23–23                                                             |                          |                                                                                                   | |  |
|                                  | Estadísticas Robin Benzing, Dylan Ennis 15 Nicolás Brussino 8 Carlos Alocén 7 Nicolás Brussino 22 | Reporte Pts Reb Asts Val | Estadísticas 14 Thaddeus McFadden 5 Jasiel Rivero, Pablo Aguilar 7 Ferrán Bassas 17 Ferrán Bassas | Pabellón: La Fonteta Asistencia: 0 espectadores Árbitros: Emilio Pérez Pizarro, Òscar Perea Lorente, Arnau Padrós Feliu |  |

#### Jornada 2
| 20 de junio de 2020, 15:30 (CET) | San Pablo Burgos                                                                         | 87–83                    | Real Madrid                                                                                   | Valencia |  |
|                                  | Parciales: 22–23, 22–18, 24–21, 19–21                                                    |                          |                                                                                               | |  |
|                                  | Estadísticas Thaddeus McFadden 18 Pablo Aguilar 11 tres jugadores 3 Thaddeus McFadden 19 | Reporte Pts Reb Asts Val | Estadísticas 13 Facundo Campazzo, Sergio Llull 10 Edy Tavares 3 tres jugadores 28 Edy Tavares | Pabellón: La Fonteta Asistencia: 0 espectadores Árbitros: Fernando Calatrava Cuevas, Carlos Cortés Rey, Rafael Serrano Velázquez |  |

| 20 de junio de 2020, 18:30 (CET) | MoraBanc Andorra                                                                    | 88–104                   | Herbalife Gran Canaria                                                             | Valencia |  |
|                                  | Parciales: 14–25, 23–27, 27–23, 24–29                                               |                          |                                                                                    | |  |
|                                  | Estadísticas Clevin Hannah 14 tres jugadores 4 cuatro jugadores 3 Jeremy Senglin 15 | Reporte Pts Reb Asts Val | Estadísticas 21 Omar Cook 5 Xavi Rabaseda, Matt Costello 10 Omar Cook 30 Omar Cook | Pabellón: La Fonteta Asistencia: 0 espectadores Árbitros: Carlos Peruga Embid, Òscar Perea Lorente, Sergio Manuel Rodríguez |  |

| 20 de junio de 2020, 21:30 (CET) | Valencia Basket                                                         | 89–71                    | Casademont Zaragoza                                                                             | Valencia |  |
|                                  | Parciales: 15–20, 20–25, 24–10, 30–16                                   |                          |                                                                                                 | |  |
|                                  | Estadísticas Mike Tobey 17 Mike Tobey 11 Sam Van Rossom 5 Mike Tobey 24 | Reporte Pts Reb Asts Val | Estadísticas 14 tres jugadores 4 Nemanja Radović 4 tres jugadores 17 Carlos Alocén, Dylan Ennis | Pabellón: La Fonteta Asistencia: 0 espectadores Árbitros: Daniel Hierrezuelo Navas, Jordi Aliaga Solé, Juan de Dios Oyón Cauqui |  |

#### Jornada 3
| 22 de junio de 2020, 15:30 (CET) | Herbalife Gran Canaria                                                             | 91–87                    | San Pablo Burgos                                                              | Valencia |  |
|                                  | Parciales: 21–24, 19–10, 20–22, 18–22 (T.E.: 13–9)                                 |                          |                                                                               | |  |
|                                  | Estadísticas Ioannis Bourousis 25 Matt Costello 9 Omar Cook 6 Ioannis Bourousis 32 | Reporte Pts Reb Asts Val | Estadísticas 26 Vítor Benite 9 tres jugadores 4 Ferrán Bassas 24 Vítor Benite | Pabellón: La Fonteta Asistencia: 0 espectadores Árbitros: Daniel Hierrezuelo Navas, Óscar Perea Lorente, Javier Torres Sánchez |  |

| 22 de junio de 2020, 18:30 (CET) | Real Madrid                                                                            | 95–90                    | Valencia Basket                                                                          | Valencia |  |
|                                  | Parciales: 31–21, 25–31, 18–19, 21–19                                                  |                          |                                                                                          | |  |
|                                  | Estadísticas Facundo Campazzo 29 Edy Tavares 9 Facundo Campazzo 11 Facundo Campazzo 42 | Reporte Pts Reb Asts Val | Estadísticas 17 Alberto Abalde 6 Jordan Loyd, Mike Tobey 4 Quino Colom 21 Alberto Abalde | Pabellón: La Fonteta Asistencia: 0 espectadores Árbitros: Emilio Pérez Pizarro, Fernando Calatrava Cuevas, Arnau Padrós Feliu |  |

| 22 de junio de 2020, 21:30 (CET) | Casademont Zaragoza | 93–113                   | MoraBanc Andorra                                                                                       | Valencia |  |
|                                  | Parciales: 28–24, 17–26, 19–25, 29–38 |                          | | |  |
|                                  | Estadísticas Nicolás Brussino, Robin Benzing 19 Nemanja Radović, Tryggvi Hlinason 5 Nemanja Radović, Carlos Alocén 5 Nicolás Brussino 21 | Reporte Pts Reb Asts Val | Estadísticas 26 Dejan Todorović 7 Babatunde Olumuyiwa 5 Clevin Hannah, David Walker 29 Dejan Todorović | Pabellón: La Fonteta Asistencia: 0 espectadores Árbitros: Antonio Rafael Conde Ruiz, Rafael Serrano Velázquez, José Ramón García Ortiz |  |

#### Jornada 4
| 24 de junio de 2020, 15:30 (CET) | Casademont Zaragoza                                                                        | 85–76                    | Herbalife Gran Canaria                                                   | Valencia |  |
|                                  | Parciales: 19–26, 26–23, 26–17, 14–10                                                      |                          |                                                                          | |  |
|                                  | Estadísticas Nicolás Brussino 20 Nicolás Brussino 9 Nicolás Brussino 4 Nicolás Brussino 34 | Reporte Pts Reb Asts Val | Estadísticas 17 Stan Okoye 13 Matt Costello 7 Omar Cook 23 Matt Costello | Pabellón: La Fonteta Asistencia: 0 espectadores Árbitros: Miguel Ángel Pérez Pérez, Juan de Dios Oyón Cauqui, Arnau Padrós Feliu |  |

| 24 de junio de 2020, 18:30 (CET) | MoraBanc Andorra                                                               | 91–75                    | Real Madrid                                                                                           | Valencia |  |
|                                  | Parciales: 19–12, 23–18, 29–28, 20–17                                          |                          | | |  |
|                                  | Estadísticas Clevin Hannah 23 Tyson Pérez 7 Frantz Massenat 5 Clevin Hannah 20 | Reporte Pts Reb Asts Val | Estadísticas 18 Facundo Campazzo 7 Edy Tavares, Trey Thompkins 6 Facundo Campazzo 26 Facundo Campazzo | Pabellón: La Fonteta Asistencia: 0 espectadores Árbitros: Daniel Hierrezuelo Navas, Sergio Manuel Rodríguez, Javier Torres Sánchez |  |

| 24 de junio de 2020, 21:30 (CET) | Valencia Basket                                                         | 94–90                    | San Pablo Burgos                                                                  | Valencia |  |
|                                  | Parciales: 20–27, 19–24, 19–16, 36–23                                   |                          |                                                                                   | |  |
|                                  | Estadísticas Mike Tobey 21 Mike Tobey 13 Sam Van Rossom 7 Mike Tobey 28 | Reporte Pts Reb Asts Val | Estadísticas 17 Bruno Fitipaldo 7 Augusto Lima 9 Ferrán Bassas 17 Bruno Fitipaldo | Pabellón: La Fonteta Asistencia: 0 espectadores Árbitros: José Antonio Martín Bertrán, Juan Carlos García González, Jordi Aliaga Solé |  |

#### Jornada 5
| 26 de junio de 2020, 15:30 (CET) | San Pablo Burgos                                                           | 88–86                    | MoraBanc Andorra                                                                              | Valencia |  |
|                                  | Parciales: 17–22, 23–31, 22–19, 26–14                                      |                          |                                                                                               | |  |
|                                  | Estadísticas Vítor Benite 23 Augusto Lima 8 Ferrán Bassas 5 Dragan Apić 23 | Reporte Pts Reb Asts Val | Estadísticas 19 David Jelínek 7 Bandja Sy 8 Frantz Massenat 14 David Jelínek, Frantz Massenat | Pabellón: La Fonteta Asistencia: 0 espectadores Árbitros: Juan Carlos García González, Carlos Cortés Rey, Fernando Calatrava Cuevas |  |

| 26 de junio de 2020, 18:30 (CET) | Herbalife Gran Canaria                                                             | 81–97                    | Valencia Basket                                                                      | Valencia |  |
|                                  | Parciales: 23–29, 21–22, 12–26, 25–20                                              |                          |                                                                                      | |  |
|                                  | Estadísticas Demonte Harper 15 John Shurna 6 Omar Cook 8 Omar Cook, Oriol Paulí 19 | Reporte Pts Reb Asts Val | Estadísticas 26' Jordan Loyd 11 Mike Tobey 3 Quino Colom, Jordan Loyd 29 Jordan Loyd | Pabellón: La Fonteta Asistencia: 0 espectadores Árbitros: Daniel Hierrezuelo Navas, Antonio Rafael Conde Ruiz, Sergio Manuel Rodríguez |  |

| 26 de junio de 2020, 21:30 (CET) | Real Madrid                                                                  | 97–88                    | Casademont Zaragoza                                                              | Valencia |  |
|                                  | Parciales: 22–17, 26–19, 29–25, 20–27                                        |                          |                                                                                  | |  |
|                                  | Estadísticas Edy Tavares 22 Edy Tavares 14 Facundo Campazzo 6 Edy Tavares 43 | Reporte Pts Reb Asts Val | Estadísticas 13 Dylan Ennis 5 Jonathan Barreiro 6 Carlos Alocén 23 Carlos Alocén | Pabellón: La Fonteta Asistencia: 0 espectadores Árbitros: Carlos Francisco Peruga Embid, Óscar Perea Lorente, Joaquín García González |  |

## Playoffs
|  | Semifinales       | Semifinales       | Semifinales       |                   |       | Final       | Final       | Final       |  |
|  | 28 de junio       | 28 de junio       | 28 de junio       |                   |       | 30 de junio | 30 de junio | 30 de junio |  |
|  |                   |                   |                   |                   |       |             |             |             |  |
|  |                   |                   |                   |                   |       |             |             |             |  |
|  | Barça             | Barça             | 98                |                   |       |             |             |             |  |
|  | Barça             | Barça             | 98                |                   |       |             |             |             |  |
|  | San Pablo Burgos  | San Pablo Burgos  | 84                |                   |       |             |             |             |  |
|  | San Pablo Burgos  | San Pablo Burgos  | 84                |                   | Barça | Barça       | 67          |             |  |
|  |                   |                   |                   |                   | Barça | Barça       | 67          |             |  |
|  |                   |                   | Kirolbet Baskonia | Kirolbet Baskonia | 69    |             |             |             |  |
|  | Valencia Basket   | Valencia Basket   | Kirolbet Baskonia | Kirolbet Baskonia | 69    | 73          |             |             |  |
|  | Valencia Basket   | Valencia Basket   |                   |                   |       | 73          |             |             |  |
|  | Kirolbet Baskonia | Kirolbet Baskonia | 75                |                   |       |             |             |             |  |
|  | Kirolbet Baskonia | Kirolbet Baskonia | 75                |                   |       |             |             |             |  |
|  |                   |                   |                   |                   |       |             |             |             |  |

### Semifinales
| 28 de junio de 2020, 17:00 (CET) | Barça                                                                              | 98–84                    | San Pablo Burgos                                                                             | Valencia |  |
|                                  | Parciales: 23–17, 20–24, 29–17, 26–26                                              |                          |                                                                                              | |  |
|                                  | Estadísticas Nikola Mirotić 18 Pierre Oriola 6 Thomas Heurtel 11 Thomas Heurtel 20 | Reporte Pts Reb Asts Val | Estadísticas 16 Vítor Benite 7 Pablo Aguilar 4 Ferrán Bassas 13 Bruno Fitipaldo, Dragan Apić | Pabellón: Pabellón Fuente de San Luis Asistencia: 0 espectadores Árbitros: Daniel Hierrezuelo Navas, Carlos Cortés Rey, Jordi Aliaga Solé |  |

| 28 de junio de 2020, 20:00 (CET) | Valencia Basket                                                                            | 73–75                    | Kirolbet Baskonia                                                                                             | Valencia |  |
|                                  | Parciales: 17–12, 25–21, 13–23, 18–19                                                      |                          | | |  |
|                                  | Estadísticas Sam Van Rossom 14 Mike Tobey 8 tres jugadores 3 Mike Tobey, Sam Van Rossom 13 | Reporte Pts Reb Asts Val | Estadísticas 21 Zoran Dragić 5 Shavon Shields, Achille Polonara 4 Luca Vildoza, Pierriá Henry 25 Zoran Dragić | Pabellón: Pabellón Fuente de San Luis Asistencia: 0 espectadores Árbitros: Juan Carlos García González, Carlos Francisco Peruga Embid, Fernando Calatrava Cuevas |  |

### Final
| 30 de junio de 2020, 20:00 (CET) | Barça                                                                              | 67–69                    | Kirolbet Baskonia                                                           | Valencia |  |
|                                  | Parciales: 16–17, 23–16, 12–18, 16–18                                              |                          |                                                                             | |  |
|                                  | Estadísticas Thomas Heurtel 21 Brandon Davies 8 Thomas Heurtel 5 Thomas Heurtel 25 | Reporte Pts Reb Asts Val | Estadísticas 17 Luca Vildoza 7 Ilimane Diop 3 Pierriá Henry 20 Luca Vildoza | Pabellón: Pabellón Fuente de San Luis Asistencia: 0 espectadores Árbitros: Carlos Francisco Peruga Embid, Daniel Hierrezuelo Navas, Antonio Rafael Conde Ruiz |  |

| Campeones de la Liga ACB 2019-20 |
| -------------------------------- |
| Kirolbet Baskonia                |
| 4º título                        |